# Renata Cambra
Renata Coutinho de Almeida Cambra (São João da Madeira, 23 de junho de 1991) é uma professora e política portuguesa. Atualmente dá aulas na Amadora e é porta-voz do partido Trabalhadores Unidos, após ter abandonado o partido Movimento Alternativa Socialista (MAS), onde primeiramente ganhou notoriedade como candidata pelo círculo eleitoral de Lisboa, nas eleições legislativas portuguesas de 2022, ao participar, durante a campanha, no debate televisivo da RTP com os partidos sem assento parlamentar, que viralizou, bem como por ter quase dobrado a votação do seu partido, apesar de este se manter com uma expressão pouco significativa.

## Início da atividade política
Renata Cambra estudou Português na Faculdade de Letras da Universidade de Coimbra, onde foi eleita membro do Conselho Pedagógico. Fez também parte do Núcleo de Estudantes de Letras e da Assembleia de Revisão de Estatutos da Associação Académica de Coimbra (AAC). Em 2011, sendo militante do Bloco de Esquerda (BE) e ativista da Frente de Ação Estudantil (FAE), liderou a lista "Indigna-te" nas eleições para a Direção-Geral da AAC. Nesse ano foi também, tal como Gil Garcia e André Pestana, subscritora da "Moção C - Mudar de Rumo, por um BE 100% à Esquerda", em oposição à moção da direção, encabeçada por Francisco Louçã, na VII Convenção Nacional do Bloco de Esquerda. Já em 2012, participou no debate público de inauguração da sede da Ruptura/FER em Coimbra, sob o tema “Porque é Preciso um Novo Partido de Esquerda? Porque é Preciso combater a austeridade?”, quando a corrente preparava a saída para fundar o MAS.
Em 2019, após um período de 6 anos fora de Portugal, em que lecionou Português na Alemanha e se manteve afastada da atividade política, Renata Cambra retomou a sua atividade política no MAS e em diversos movimentos sociais, sendo conhecida a sua ligação aos movimentos Greve Climática Estudantil, Rede Unitária Antifascista e Rede 8 de Março, bem como ao Sindicato de Todos os Profissionais da Educação (STOP). Ainda em 2019, integrou a lista de candidatos do MAS, nas eleições para o Parlamento Europeu, em 11.º lugar, e foi também a sua cabeça de lista pelo círculo eleitoral do Porto nas eleições legislativas desse ano. Já no final de 2021, o MAS anuncia que Renata Cambra, professora, ativista e dirigente nacional do MAS, será sua porta-voz e cabeça de lista por Lisboa nas eleições legislativas de 2022.

## Caso contra Mário Machado e Ricardo Pais
Em 2022, cerca de um mês após as eleições legislativas, Renata Cambra, representada pelo advogado António Garcia Pereira, apresentou uma queixa-crime contra Mário Machado e Ricardo Pais, por apelo à violência sexual contra as mulheres de esquerda e contra si especificamente, com Pais afirmando, nas redes sociais, que ela teria "tratamento VIP" num contexto de "prostituição forçada" para "motivar as tropas na reconquista". Posteriormente, o Ministério Público (MP) deduziu a acusação de crime de discriminação e incitamento ao ódio e à violência contra mulheres de partidos de esquerda e, em particular, contra Renata Cambra, que anunciou publicamente avançar com a sua própria acusação e pedido de indemnização cível.
Em maio de 2024, o Tribunal da Comarca condenou Mário Machado a dois anos e dez meses de prisão efetiva e Ricardo Pais a um ano e oito meses de prisão com pena suspensa, pelos crimes de discriminação e incitamento ao ódio e à violência, tendo ainda sido condenados a um plano de reinserção social focado nos direitos humanos, na igualdade de género e de liberdade e autodeterminação. Ricardo Pais foi também condenado ao pagamento de 750 euros à Associação Portuguesa de Apoio à Vítima (APAV). Após recurso dos acusados, o Tribunal da Relação confirmou estas sentenças, em dezembro de 2024 .

## Trabalhadores Unidos
Em setembro de 2024, Renata Cambra, antiga dirigente do Movimento Alternativa Socialista (MAS), anunciou a criação de um novo partido político sob o nome de Trabalhadores Unidos (TU). A decisão foi tomada na sequência de desacordos internos no MAS, incluindo divergências com o fundador Gil Garcia, o que levou à saída de Cambra acompanhada por um grupo de militantes. Segundo declarações públicas, o TU pretende posicionar-se como uma força independente, crítica da actuação de sectores da esquerda que considera demasiado próximos do Partido Socialista (PS), defendendo uma oposição mais firme. 
O lançamento oficial do TU teve lugar em 21 de setembro de 2024, em Lisboa. O partido apresenta-se como uma nova proposta política centrada nas questões da classe trabalhadora e da juventude. As suas críticas abrangem os principais partidos do centro político, como o PS e o PSD, bem como o avanço da extrema-direita. Entre as medidas que propõe contam-se o aumento do salário mínimo para 1.000 euros, a redução da jornada laboral para 35 horas semanais sem perda de remuneração e o controlo dos preços de bens essenciais. O TU valoriza ainda o envolvimento em lutas sociais e sindicais como parte integrante da sua prática política. 
No plano ideológico, o partido assume uma posição declaradamente xenófila no que respeita à imigração, propondo a "regularização imediata de todos os imigrantes em situação irregular, com documentos para todos e acesso pleno a direitos sociais e políticos". No campo da política externa, o TU defende a "saída imediata de Portugal da NATO", manifestando-se "contra a militarização da UE e o projeto da Europa Fortaleza". Quanto à guerra na Ucrânia, o partido afirma paradoxalmente que defende "o direito da Ucrânia a lutar contra a ocupação russa e a manter a sua independência", ao mesmo tempo que se declara "contra o regime de Zelensky".